# 均苯三甲酸钠
均苯三甲酸钠是均苯三甲酸的钠盐，化学式为C9H3O6Na3，可由均苯三甲酸在水中的悬浮液和氢氧化钠反应得到，或两者在乙醇溶液中加热反应得到。它可用于一些金属配位化合物的合成。